# Maya: Bebê Arco-Íris
Maya: Bebê Arco-Íris é o primeiro de uma série de quatro livros infantis escritos pela apresentadora Xuxa e lançados pela Globo Livros. Com edição de Guilherme Samora e ilustrações de Guilherme Francini, a história da obra é inspirada na afilhada da apresentadora: "uma anjinha que mora no céu há algum tempo e que recebe a difícil tarefa de escolher quem serão seus responsáveis para viver na Terra. Com a missão de vir para este mundo espalhar amor, a bebê tinha que encontrar a família perfeita. Assim, a anjinha escolhe ter duas mães e recebe o nome de Maya.". O livro conta também com Maya, canção feita exclusivamente para o livro, que pode ser conferida através de um QR presente nos exemplares.

Com a pré-venda iniciada dia 16 de outubro e lançamento para o dia 3 de novembro, os royalties do livro serão doados para santuários de animais e para a Aldeia Nissi, em Angola.